# Contre-gouvernement en France
 (avril 2017).
Si vous disposez d'ouvrages ou d'articles de référence ou si vous connaissez des sites web de qualité traitant du thème abordé ici, merci de compléter l'article en donnant les références utiles à sa vérifiabilité et en les liant à la section « Notes et références ».
En France, un contre-gouvernement est une équipe formée par l'opposition parlementaire afin de surveiller et critiquer les membres du gouvernement. Cette pratique s'inspire de celle des cabinets fantômes (« shadow cabinets ») du système de Westminster d'origine britannique, mais elle n'a été que ponctuellement utilisée dans la vie politique française.

## Contre-gouvernement Mitterrand de 1966 à 1968

### Contexte
À la suite de l'élection présidentielle française de 1965 où François Mitterrand obtient un score de 45 % des votants au second tour face au général de Gaulle, l'opposition parlementaire, qui comprend la Fédération de la gauche démocrate et socialiste (FGDS) nouvellement créée, la SFIO, le Parti radical et la Convention des institutions républicaines, décide le 13 mars 1966 d'établir un contre-gouvernement qui se réunit pour la première fois le 12 mai 1966. Composé d'un conseil central de douze membres, appelés « ministres du contre-gouvernement » ou « contre-ministres », issus des différentes composantes politiques de la FGDS, auquel s'ajoutent des experts chargés d'autres dossiers, il est présidé par François Mitterrand et est censé se réunir tous les jeudis matin au lendemain du Conseil des ministres. Cette décision sera peu appliquée. Très critiqué par la majorité et par le Parti communiste français[pourquoi ?], il ne se réunit plus que de manière sporadique après les élections législatives de 1967 et disparaît à la suite de l'échec de la gauche aux élections législatives de juin 1968.

### Composition
Liste des membres du contre-gouvernement :
- Président : François Mitterrand (CIR)
- Affaires étrangères : Guy Mollet (SFIO)
- Éducation nationale : René Billères (Radical-socialiste)
- Affaires sociales et administratives : Gaston Defferre (SFIO)
- Justice : Michel Soulié (Radical-socialiste)
- Finances : Henri Duffaut (SFIO)
- Plan : Étienne Hirsch (CIR)
- Promotion de la femme, Jeunesse et Sports : Marie-Thérèse Eyquem (CIR)
- Information : Claude Fuzier (SFIO)
- Technologie : Jean Baboulène
- Aménagement du Territoire : Robert Fabre (Radical-socialiste)
- Culture : Jean-François Revel (sympathisant SFIO)

## Contre-gouvernement du FN de 1998
- Animation, économie et finances : Jean-Claude Martinez[1]
- Instruction publique, universités : Yvan Blot[1]
- Affaires européennes : Jean-Yves Le Gallou[1]
- Intérieur : Marie-France Stirbois[1]
- Formation professionnelle : Samuel Maréchal[1]
- Réintégration : Martine Lehideux[1]
- Famille : Martial Bild[1]
- PME-PMI : Jean-Michel Dubois[1]
- Commerce, artisanat : Pierre Descaves[1]
- Affaires sociales : Carl Lang[1]
- Justice : Georges-Paul Wagner[1]
- Affaires étrangères : Michel de Rostolan[1]
- Recherche, grands réseaux et technologies du futur : Yves Dupont[2]
- Éducation sportive : Farid Smahi[3]
- Grands équilibres territoriaux : Michel Hubault[4]

## Contre-gouvernement du RPR de 2000 à 2002

### Contexte
Élue à la tête du Rassemblement pour la République (RPR) en 1999, Michèle Alliot-Marie tente de structurer une opposition jusqu'ici dispersée et divisée et de la rendre plus combative à l'encontre du gouvernement de Gauche plurielle de Lionel Jospin dans l'optique de l'élection présidentielle française de 2002. Elle nomme ainsi le 17 février 2000 un « cabinet fantôme ». Toutefois, ce contre-gouvernement, coordonné par Patrick Devedjian et composé de douze autres membres, se limite au seul RPR, les autres forces de l'opposition (Démocratie libérale et l'UDF) refusant d'y participer.

### Composition
Liste des membres du contre-gouvernement :
- Présidente du RPR : Michèle Alliot-Marie
- Porte-parole, coordonnateur : Patrick Devedjian
- Affaires sociales : Gérard Larcher
- Santé : Jacqueline Mathieu-Obadia
- Justice : Jean-Luc Warsmann
- Intérieur et Sécurité : Hubert Haenel
- Éducation nationale : Pierre-André Périssol
- Environnement : Serge Lepeltier
- Agriculture : Christian Jacob
- Culture : Jean de Boishue
- Jeunesse et Sports : Denis-Marie Cintura
- Logement : Marie-Thérèse Phion
- Affaires étrangères : Françoise de Panafieu
- Économie et Finances : Gilles Carrez

## Contre-gouvernement Ayrault de 2007

### Contexte
Après l'élection présidentielle française qui voit l'arrivée de Nicolas Sarkozy à la présidence de la République française et les élections législatives qui donnent une majorité à l'UMP, le président du groupe socialiste, radical et citoyen (SRC), Jean-Marc Ayrault, décide de former un contre-gouvernement composé d'une quinzaine de responsables « désignés pour suivre les grands domaines de l'action gouvernementale ». Sa composition est rendue publique le 27 juin 2007.
Sitôt formé, le contre-gouvernement socialiste est remanié. Les membres socialistes de la commission des Finances récusent Jérôme Cahuzac, décidant à l'unanimité de choisir Jean-Louis Idiart.

### Composition
Liste des membres du contre-gouvernement :
- Président : Jean-Marc Ayrault (coordination Affaires étrangères et européennes)
- Premier vice-président : Arnaud Montebourg (responsable de la commission prospective)
  - Vice-président de la commission prospective : Patrick Bloche (culture et communication)
- Second vice-président : Philippe Martin (développement durable, agriculture)
- Porte-paroles : André Vallini et Aurélie Filippetti
- Trésorier : Christian Bataille
  - Trésorier-adjoint : David Habib
- Vice-présidents :
  - Responsable de la commission Affaires économiques : François Brottes
  - Responsable de la commission de la Défense : Patricia Adam
  - Responsable de la commission des Finances : Jérôme Cahuzac, immédiatement remplacé par Jean-Louis Idiart
  - Responsable de la commission des Lois : Manuel Valls
  - Immigration et codéveloppement : George Pau-Langevin
  - Éducation nationale : Sandrine Mazetier
  - Logement et ville : Jean-Yves Le Bouillonnec
  - Outre-mer : Victorin Lurel
  - Justice et Institutions : Bernard Roman
  - Protection sociale : Marisol Touraine
  - Travail : Gaëtan Gorce
  - Entreprises : Alain Vidalies
  - Politique de l'âge et Vieillissement : Michèle Delaunay
  - Santé : Pascal Terrasse
  - Transports : Martine Lignières-Cassou
  - Enseignement supérieur : Alain Claeys
  - Recherche : Jean-Yves Le Déaut
  - « Sans portefeuille », coordination avec le PRG : Gérard Charasse
  - Environnement et économie sociale : Geneviève Gaillard

## Contre-gouvernement du MoDem de 2010
Le 21 septembre 2010, le Mouvement démocrate annonce la création d'un « shadow cabinet » de vingt-deux personnalités du parti, animé par François Bayrou.
- Affaires étrangères, gouvernance internationale : Marielle de Sarnez
- Agriculture : Marc Fesneau
- Budget, comptes publics, lutte contre les déficits : Jean-Jacques Jégou
- Commerce, artisanat, TPE : Gilles Artigues
- Culture, société, jeunesse, sports : Jean-Luc Bennahmias
- Décentralisation, sécurité : Olivier Henno
- Défense : Bernard Lehideux
- Écologie, développement durable, porte-parole du MoDem : Yann Wehrling
- Économie, emploi, économie solidaire : Robert Rochefort
- Éducation : Jacqueline Gourault
- Égalité des territoires, identités locales, services publics : Jean Lassalle
- Énergie : Anne Laperrouze
- Europe : Sylvie Goulard
- Intégration, égalité des chances, lutte contre les discriminations : Fadila Mehal
- Libertés publiques, justice : Nathalie Griesbeck
- Littoral, mer : Bruno Joncour
- Outre-mer, coopération et francophonie : Abdoulatifou Aly
- Politique de la Ville, rénovation urbaine, logement : Rodolphe Thomas
- Relations sociales, travail, retraites : Jean-Marie Vanlerenberghe
- Santé : Geneviève Darrieussecq
- Solidarités (innovation sociale, solidarité intergénérationnelle) : Véronique Fayet
- Université, recherche, innovation : Denis Badré

## Contre-gouvernement de l'UDI de 2013
Jean-Louis Borloo annonce la création d'un contre-gouvernement à l'UDI. Sa composition est officialisée le 15 juin 2013 lors du premier conseil national du parti.

### Équipe resserrée
- Coordinateur : Yves Jégo (Rad.)
- Entreprises et croissance : Hervé Morin (NC)
- Recherche, innovation et prospective : Nassimah Dindar (ex-MoDem)
- Agriculture, forêt et agroalimentaire : Yannick Favennec (ex-UMP)
- Affaires sociales : Valérie Létard (NC)
- Travail et insertion professionnelle : Sonia de La Provôté (NC)
- Territoires et développement durable : Bertrand Pancher (Rad.)
- Outre-mer et mer : Sonia Lagarde (Calédonie ensemble)
- Dépense publique : Philippe Vigier (NC)
- Enseignement et jeunesse : Rama Yade (Rad.)
- Culture, communication et numérique : Catherine Morin-Desailly (NC)
- Intérieur : Jean-Christophe Lagarde (FED)
- Justice : François Zocchetto (AC)
- Défense et anciens combattants : Philippe Folliot (AC)
- Affaires étrangères et biens publics mondiaux : Chantal Jouanno (ex-UMP)
- Intégration européenne : Jean Arthuis (AC)

### Équipe large
- Tourisme : Philippe Augier (NC)
- Droit des femmes : Sophie Auconie (ex-NC)
- Afrique et Francophonie : Jean-Marie Bockel (LGM)
- Intégration sociale et laïcité : Zohra Bitan (ex-PS)
- Communication et médias : Jean-Marie Cavada (NC)
- Commerce et artisanat : Nathalie Colin-Oesterlé (NC)
- Mer, pêche et océan : Jean-Yves de Chaisemartin (Rad.)
- Petites et moyennes entreprises : Nathalie Delattre (Rad.)
- Budget : Charles de Courson (NC)
- Fonction publique : Marianne Duranton (Rad.)
- Transports : Stéphane Demilly (NC)
- Ville : Arlette Fructus (Rad.)
- Réussite scolaire : Jean-Léonce Dupont (NC)
- Jeunesse : Édith Gallois (NC)
- Enseignement supérieur : Laurent Hénart (Rad.)
- Collectivités locales : Sylvie Goy-Chavent (Rad.)
- Prévention de la délinquance : Grégoire Le Blond (FED)
- Personnes handicapées : Sylvie Guignard (FED)
- Industrie et production : Maurice Leroy (ex-NC)
- Personnes âgées : Hélène Hautval (LGM)
- Rayonnement de la France : Aymeri de Montesquiou (Rad.)
- Vie associative : Olga Johnson (Rad.)
- Logement : Michel Piron (ex-UMP)
- Formation professionnelle : Fabienne Lévy (Rad.)
- Énergie : Franck Reynier (Rad.)
- Économie solidaire : Véronique Marchet (Rad.)
- Travail et emploi : Arnaud Richard (Rad.)
- Famille : Véronique Marendat (NC)
- Sports : François Rochebloine (FED)
- Alimentation : Assia Meddah (République solidaire)
- Égalité des chances : Aziz Senni (société civile)
- Grand Paris et métropoles : Dorothée Pineau (AC)
- Apprentissage et emploi des jeunes : Patrick Toulmet (FED)
- Condition pénitentiaire : Christine Robin (FED)
- Commerce extérieur : Michel Zumkeller (Rad.)
- Consommation : Sylvie Smaniotto (Rad.)
- Démocratie participative : Christine de Veyrac (ex-UMP)

## Contre-gouvernement des Républicains de 2018
Le 21 novembre 2018, Laurent Wauquiez annonce la composition de son contre-gouvernement initialement attendu en janvier,.

## Contre-gouvernement des Républicains de 2023
Le 14 mai 2023, Éric Ciotti annonce la composition de son contre-gouvernement,.
- Coordinatrice : Annie Genevard
- Affaires étrangères et Europe : Michel Barnier
- Droits des Femmes : Nelly Garnier
- Jeunesse, Sports et Jeux olympiques : Virginie Duby-Muller
- Logement : Dominique Estrosi Sassone
- Famille : Valérie Boyer
- Tourisme : Émilie Bonnivard
- Économie et réindustrialisation : Christian Saint-Étienne
- Justice : François-Noël Buffet
- Intérieur : Frédéric Péchenard
- Affaires sociales, Handicap et Travail : Philippe Juvin
- Aménagement du territoire : Guillaume Guérin
- Immigration : Nadine Morano
- Agriculture et souveraineté alimentaire : Julien Dive
- Commerce et artisanat : Nicolas Forissier
- Ruralité : Christine Bonfanti-Dossat
- Éducation : Max Brisson
- Santé : Yannick Neuder
- Culture et Francophonie : Florence Portelli
- Collectivités territoriales : Brigitte Barèges
- Transports : Philippe Tabarot
- Système pénitentiaire : Muriel Jourda
- Outre-mer : Mansour Kamardine
- Comptes publics : Véronique Louwagie
- Entreprises : Valérie Bazin-Malgras
- Défense : Jean-Louis Thiériot
- Numérique et intelligence artificielle : Alexandra Borchio-Fontimp
- Sécurité civile : Françoise Dumont
- Formation et apprentissage : Isabelle Périgault
- Identité, laïcité et valeurs républicaines : Jacqueline Eustache-Brinio
- Eaux et forêts : Nicolas Lacroix
- Environnement  : Antoine Vermorel-Marques
- Enseignement supérieur et recherche : Patrick Hetzel
- Énergie : Raphaël Schellenberger
- Ville : Pierre Oliver